# Dieter Gackstetter
Dieter Gackstetter (* 23. September 1939 in Erlangen; † 19. Mai 2017 ebenda) war ein deutscher Regisseur, Theaterintendant, Choreograph und Schauspieler.
Gackstetter wurde bekannt als einer der Regisseure der TV-Serie Stahlkammer Zürich. Als Choreograph wirkte er u. a. an den Fassbinder-Filmen Lili Marleen, Lola und Querelle und dem britischen Thriller Der 4 1/2 Billionen Dollar Vertrag von John Frankenheimer mit. Von 1973 bis 1978 war er Ballettdirektor an der Bayerischen Staatsoper, von 2001 bis 2007 Intendant des Landestheaters Coburg. Mit Maria Pinzl verfasste er das Buch Ballett und Tanztheater (1990), 2003 veröffentlichte er 175 Jahre Landestheater Coburg als multimediale Führung auf CD-ROM.